# 아씨두리안
《아씨두리안》은 2023년 6월 24일부터 2023년 8월 13일까지 방송되었던 TV조선 토일 드라마였다.

## 기획 의도
기묘하고 아름다운 판타지 멜로 드라마

## 제작진

### 제작사
- 바른손스튜디오
- 하이그라운드

### 제작
- 안은미
- 김성민

### 극본
- 피비(Phoebe)(본명 임영란) : KBS 2TV 《KBS 드라마게임 - 미로에 서서》(집필), KBS 2TV 《KBS 드라마게임 - 이브의 반란》(집필), MBC TV 《MBC 베스트극장 - 솔로몬 도둑》(집필), MBC TV 《MBC 베스트극장 - 웬수》(집필), MBC TV 《MBC 베스트극장 - 섹스, 거짓말 그리고 성격차》(집필), MBC TV 《MBC 베스트극장 - 가시버시》(집필), MBC TV 《MBC 베스트극장 - 남몰래 흐르는 눈물》(집필), MBC 일일 드라마 《보고 또 보고》(집필), MBC 일일 드라마 《온달 왕자들》(집필), MBC 일일 드라마 《인어 아가씨》(집필), MBC 일일 드라마 《왕꽃 선녀님》(집필)(도중 하차), SBS 주말 드라마 《하늘이시여》(집필), MBC 일일 드라마 《아현동 마님》(집필), MBC 주말 특별 기획 드라마 《보석비빔밥》(집필), SBS 주말 특별 기획 드라마 《신기생뎐》(집필), MBC 일일 드라마 《오로라 공주》(집필), MBC 일일 특별 기획 드라마 《압구정 백야》(집필), TV조선 토일 드라마 《결혼작사 이혼작곡》(집필), TV조선 토일 드라마 《결혼작사 이혼작곡 2》(집필), TV조선 토일 드라마 《결혼작사 이혼작곡 3》(집필) 집필

### 연출
- 신우철 : SBS TV 《SBS 오픈드라마 남과여 - 해피 에로 허니문》(연출), SBS TV 《SBS 오픈드라마 남과여 - 사랑에 속고 돈에 울고》(연출), SBS TV 《SBS 오픈드라마 남과여 - 아름다운 선택》(연출), SBS 주말 특별 기획 드라마 《파리의 연인》(연출), SBS 주말 특별 기획 드라마 《프라하의 연인》(공동 연출), SBS 수목 드라마 《연인》(연출), SBS 수목 드라마 《온에어》(공동 연출), SBS 수목 드라마 《시티홀》(연출), SBS 주말 특별 기획 드라마 《시크릿 가든》(공동 연출), SBS 주말 특별 기획 드라마 《신사의 품격》(공동 연출), MBC 월화 드라마 《구가의 서》(공동 연출), SBS 월화 드라마 《여우각시별》(연출), tvN 토일 드라마 《날 녹여주오》(연출) 연출
- 정여진

## 등장 인물
- (†) 표시는 드라마 상에서 최종적으로 사망한 인물이다.

### 주요 인물
- 박주미 : 두리안 역 - 청초하고 단아한 얼굴, 고상한 품격으로 보는 사람들의 심장을 멈칫하게 만든다. 하늘이 내려준 선녀 같은 외모와 기품 있고 부드러운 말투는 천생 여인 그 자체다. '외유내강' 여인상의 정석.

- 최명길 : 백도이 / 김씨 부인 역 (†) - 단씨 집안 최고의 어른이자 주요 기업을 운영하고 있는 재벌가 총수 회장, 우아함과 카리스마를 모두 지녔으며 천하를 호령할만한 여장부적 기질을 타고 났다. 화려하고 럭셔리하면서도 품위 있고 세련됐다. 재벌가 회장임에도 명랑하고 쾌활하며 입담까지 갖춘 마성의 매력을 지녔다.

- 김민준 : 단치감 / 돌쇠 역 (†) - 백도이의 둘째 아들이지만 단씨 집안 후계자로 그룹을 이끌어가는 능력자, 무게감 있고 일에 추진력이 있으며 믿음직하면서도 너그럽고 다정다감한 면모까지 완벽해 백도이의 신뢰를 한 몸에 받고 있다. 묵직하고 중후한 목소리로 고급스러운 말투를 구사하며 남성적인 매력이 넘치나 외모부터 성격까지 흠잡을 데 없는 남자다.

- 한다감 : 이은성 역 - 단치감의 아내이자 백도이의 둘째 며느리, 예민하고 까다로운 성격을 지녔지만 영악하고 여우 같아서 재벌가 시어머니와 남편에게는 그 누구보다 깍듯하고 애교가 넘친다. 부친이 장관이었던 터라 뼛속까지 우아, 교양, 의례적인 미소가 철저하게 배어있다.

- 전노민 : 단치강 / 김 진사 역 - 백도이의 첫째 아들이며 산부인과 병원 원장, 재벌가의 장남답게 의젓하고 집안의 기둥이 되기 위해 성실함으로 중무장했다. 누구에게나 젠틀하며 인자한 표정과 미소로 나이보다 늙지 않아 보인다. 결혼생활 25년 만에 엄청난 사건을 겪는다.

- 윤해영 : 장세미 역 - 단치강의 아내이자 백도이의 첫째 며느리, 언제나 무덤덤하고 무미건조한 말투, 무표정한 얼굴로 감정을 드러내지 않는다. 시어머니와 갈등의 골이 깊어지던 순간, 가족들 앞에서 폭탄 발언을 하며 모두를 혼란에 빠지게 한다.

- 지영산 : 단치정 / 박일수 역 (†) - 백도이의 셋째 아들이자 골프클럽 대표, 능청스럽고 귀염성 많은 전형적인 막내로서의 기질을 지니고 있다. 스윗함과 끼가 넘쳐흐르다 못해 바람기가 철철 흐르고 잔망스럽기도 하지만 미워할 수 없는 분위기 메이커이다.

- 유정후 : 단등명 / 박언 역 (†) - 단치강과 장세미의 아들이자 백도이의 장손, 훤칠한 이목구비와 귀태가 절로 흐르는 잘생긴 외모, 우월한 기럭지를 가진 유명 배우. 넉살도 있고 가족들에게는 예의도 바르고 사랑기도 많을 정도로 성품이 좋다.

- 이다연 : 김소저 역 - 두리안의 며느리, 두리안과 함께 단씨 집안에 홀연히 나타난 여인. 솜털이 보송보송하게 나있는 깨끗하고 청순한 미모에 조용한 말투지만 단단하고 다부지다. 시어머니 말에 따르고 순종하며 지고지순한 열녀다.

### 그 외 등장인물
- 김채은 : 아일라 역 - 인기 앵커로 미모와 재능을 겸비한 엄친딸, 어릴 적부터 집안끼리 가깝게 지내면서 친해진 단등명과 관계를 진전시키기 위해 고민한다.

- 황미나 : 고우미 역 - 단치정과 결혼을 앞둔 예비 신부, 교육자 집안의 딸로 잘 나가는 배우.

- 김남진 : 가정부 역

- 곽민호 : 주남 역

- 오윤홍 : 아일라의 엄마.

- 김진현 : 유로(멜로)역

- 남현주 : 백도이네 가정부 역

- 이한진 : 하니오빠 역

- 박승완 : 단등명의 매니저 역

- 오이지 : 반려견

- 양창환 : 별장지기 역

- 미상 : 단빈 역

- 미상 : 단한나 역

### 특별 출연
- 김병찬 : 백도이 칠순잔치 MC 역 (1회)

- 강동원 : DTV 보도국 본부장 (14회)

- 류주현 : DTV 앵커 (14회)

- 진해성 : 단치감이 운영하는 김치 공장의 개발 팀장 (14회)

## 시청률
최저 시청률과 최고 시청률은 시청률 조사회사와 지역별로 시청률에 차이가 있을 수 있습니다.
| 2023년 | 2023년   | 2023년         | 2023년       |
| 회차   | 방송일   | 닐슨 시청률    | 닐슨 시청률  |
| 회차   | 방송일   | 대한민국(전국) | 수도권(서울) |
| ------ | -------- | -------------- | ------------ |
| 제1회  | 6월 24일 | 3.534%         | 2.812%       |
| 제1회  | 6월 24일 | 4.167%         | 3.743%       |
| 제2회  | 6월 25일 | 2.687%         | 2.258%       |
| 제2회  | 6월 25일 | 3.355%         | 2.749%       |
| 제3회  | 7월 1일  | 3.390%         | 3.275%       |
| 제3회  | 7월 1일  | 4.002%         | 3.882%       |
| 제4회  | 7월 2일  | 3.462%         | 3.094%       |
| 제4회  | 7월 2일  | 4.666%         | 4.161%       |
| 제5회  | 7월 8일  | 2.600%         | 2.201%       |
| 제5회  | 7월 8일  | 4.313%         | 3.606%       |
| 제6회  | 7월 9일  | 4.198%         | 3.711%       |
| 제6회  | 7월 9일  | 5.132%         | 4.723%       |
| 제7회  | 7월 15일 | 4.110%         | 3.562%       |
| 제7회  | 7월 15일 | 5.149%         | 4.428%       |
| 제8회  | 7월 16일 | 3.319%         | 2.546%       |
| 제8회  | 7월 16일 | 5.509%         | 4.673%       |
| 제9회  | 7월 22일 | 3.354%         | 2.901%       |
| 제9회  | 7월 22일 | 5.436%         | 4.503%       |
| 제10회 | 7월 23일 | 5.341%         | 4.878%       |
| 제10회 | 7월 23일 | 6.295%         | 5.585%       |
| 제11회 | 7월 29일 | 3.420%         | 2.993%       |
| 제11회 | 7월 29일 | 5.516%         | 4.685%       |
| 제12회 | 7월 30일 | 4.947%         | 4.442%       |
| 제12회 | 7월 30일 | 6.422%         | 5.548%       |
| 제13회 | 8월 5일  | 5.072%         | 4.752%       |
| 제13회 | 8월 5일  | 6.795%         | 6.341%       |
| 제14회 | 8월 6일  | 5.854%         | 5.511%       |
| 제14회 | 8월 6일  | 7.164%         | 6.849%       |
| 제15회 | 8월 12일 | 5.185%         | 4.916%       |
| 제15회 | 8월 12일 | 7.389%         | 6.808%       |
| 제16회 | 8월 13일 | 7.114%         | 6.672%       |
| 제16회 | 8월 13일 | 8.103%         | 7.817%       |

## 참고 사항
- 최명길, 임성한 작가는 MBC 일일 드라마 《온달 왕자들》 이후 23년 만에 재회하여 합류하였다.

## 같이 보기
- 대한민국의 텔레비전 드라마 목록 (ㅇ)
- 2023년 대한민국의 텔레비전 드라마 목록